# Buse blanche
Pseudastur albicollis
Espèce
Statut de conservation UICN

 LC  : Préoccupation mineure
Statut CITES
La Buse blanche (Pseudastur albicollis, anciennement Leucopternis albicollis) est une espèce de rapace de la zone tropicale de l'Amérique, appartenant à la famille des Accipitridae.

## Description
Ce rapace d'environ 56 cm de longueur présente un plumage essentiellement blanc avec des marques noires sur les rémiges primaires et une bande sub-terminale de même couleur à la queue assez courte. Ses ailes sont larges.

## Habitat
Cet oiseau fréquente les forêts pourvu qu'elles ne soient pas sèches.

## Sous-espèces
D'après la classification de référence (version 14.1, 2024) de l'Union internationale des ornithologues, la Buse blanche possède 4 sous-espèces (ordre philogénique) : 
- Pseudastur albicollis ghiesbreghti (Du Bus de Gisignies, 1845) : du sud du Mexique au Nicaragua. Entièrement blanche à l'exception de marques noires sur les primaires extérieures et une barre noire sub-terminales sur les rectrices.
- Pseudastur albicollis costaricensis Sclater, WL, 1919 : du Honduras à la Colombie. Similaire à ghiesbreghti mais avec des marques noires plus distinctes sur les ailes et la queue.
- Pseudastur albicollis williaminae Meyer de Schauensee, 1950 : nord-ouest de la Colombie et l'ouest du Venezuela. Les plumes des ailes sont plus lourdement marquées de noir, la tête et le cou présentent des stries noires. La bande de la queue est plus large.
- Pseudastur albicollis albicollis (Latham, 1790) : du nord de la Colombie et du centre du Venezuela jusqu'au Brésil. Plus petite que les formes nordiques, ses ailes sont noires marquées de blanc. La bande noire de la queue s'étend très longuement.

## Source
- (en) Cet article est partiellement ou en totalité issu de l’article de Wikipédia en anglais intitulé « White Hawk » (voir la liste des auteurs).